# 女人平家 (テレビドラマ)
『女人平家』（にょにんへいけ）は、吉屋信子作の小説。また、これを原作とした同名のテレビドラマ。ドラマは1971年10月7日から1972年2月17日に朝日放送（ABC）・松竹の制作で朝日放送などで放映された。
平安時代の『平家物語』と同時期を女性の視点から描いた時代劇である。
2023年3月8日に発売されたDVDとして初めてソフト化された。
『女人平家』が原作。

## キャスト
- 平佑子・平盛子：吉永小百合（二役）
- 平清盛：佐藤慶
- 平時子：有馬稲子
- 大江広元：浜畑賢吉
- 汐戸：田中絹代
- 平昌子：新條多久美
- 平徳子：結城三枝
- 平寛子：小谷悦子
- 平典子：進藤恵美
- 平滋子：影万里江
- 平宗盛：長澄修
- 平敦盛：井関一
- 平時忠：森章二
- 源頼朝：水島弘
- 世尊寺伊行：下元勉
- 冷泉隆房：高城丈二
- 坊門信清：荻島真一
- 花山院兼雅：峰祐介
- 藤原信隆：佐竹明夫
- 西行法師：日下武史
- 難波弥五左衛門：宮部昭夫
- 阿紗枝：藤野節子
- 安良井：三田和代
- 小檜垣：稲野和子
- 夕霧：阿井美千子
- 千鳥：宮田圭子
- 庵主：宝生あやこ

- 語り：奈良岡朋子ほか

## サブタイトル
| 話数 | 放送日         | サブタイトル   | 監督     |
| ---- | -------------- | -------------- | -------- |
| 1    | 1971年10月7日  | 対屋の姫たち   | 西河克己 |
| 2    | 1971年10月14日 | 新珠           | 西河克己 |
| 3    | 1971年10月21日 | 憧れの洛中     | 大熊邦也 |
| 4    | 1971年10月28日 | 学びの友       | 大熊邦也 |
| 5    | 1971年11月4日  | 流言飛語       | 田中徳三 |
| 6    | 1971年11月11日 | かぐのこのみ   | 田中徳三 |
| 7    | 1971年11月18日 | 青春の幻       | 西河克己 |
| 8    | 1971年11月25日 | 春雷           | 西河克己 |
| 9    | 1971年12月2日  | 蝕まれた花     | 大熊邦也 |
| 10   | 1971年12月9日  | あね、いもうと | 大熊邦也 |
| 11   | 1971年12月16日 | 徳子入内       | 松本明   |
| 12   | 1971年12月23日 | 春の象徴       | 松本明   |
| 13   | 1971年12月30日 | 彗星           | 西河克己 |
| 14   | 1972年1月6日   | 風たちぬ       | 西河克己 |
| 15   | 1972年1月13日  | 慟哭           | 松本明   |
| 16   | 1972年1月20日  | さらばふるさと | 田中徳三 |
| 17   | 1972年1月27日  | 明暗           | 田中徳三 |
| 18   | 1972年2月3日   | 京と鎌倉       | 松本明   |
| 19   | 1972年2月10日  | 壇の浦暮色     | 大熊邦也 |
| 20   | 1972年2月17日  | 再会           | 大熊邦也 |

## スタッフ
- プロデューサー：山内久司
- 脚本：水木洋子
- 音楽：間宮芳生
- 監督：西河克己、田中徳三、大熊邦也、松本明
- 制作協力：京都映画株式会社（現・株式会社松竹京都撮影所）